# Molophilus brumby
Molophilus brumby là một loài ruồi trong họ Limoniidae. Chúng phân bố ở miền Australasia.